# フランチェスカ・ジェームス
フランチェスカ・ジェームス（Franceska Jaimes、1985年9月20日 - ）は、コロンビア出身のポルノ女優。スペイン語読みではフランセスカ・ハイメス。

## 経歴
一般人だった19歳の時にスペイン人ポルノ男優のナチョ・ビダルと結婚し、結婚式の数週間後に離婚したが、2014年に再びビダルと結婚式を挙げた。ふたりの間には2人の子供がいる。